# Clastoptera laenata
Clastoptera laenata is een halfvleugelig insect uit de familie Clastopteridae. De wetenschappelijke naam van deze soort is voor het eerst geldig gepubliceerd in 1898 door Fowler.